# 53311 Deucalion
53311 Deucalion este o planetă minoră (asteroid) din Obiect transneptunian. A fost descoperită pe 18 aprilie 1999 la Observatorul Național Kitt Peak de Deep Ecliptic Survey⁠(d) și a fost numită după Deucalion. 
Obiectul prezintă o orbită caracterizată de o semiaxă mare de 43,828935837151 de UAi, o excentricitate de 0,0606, o înclinație de 0,3659 ° în raport cu ecliptica.